# Teatr Ziemi Rybnickiej
Teatr Ziemi Rybnickiej – teatr w Rybniku położony w Śródmieściu przy Placu Teatralnym im. Kazimierza Kutza 1. Do teatru z Placu Wolności prowadzą szerokie schody na których znajduje się zieleniec oraz kaskada wodna. Obecnym dyrektorem teatru jest Michał Wojaczek.

## Historia
Budynek teatru został zaprojektowany przez Jerzego Gottfrieda, Henryka Buszkę i Aleksandra Frantę. O pierwszych planach budowy teatru mówiono już od 1953 r. jednak budowa ruszyła w 1958 r. i ostatecznie budynek oddano do użytku w Barbórkę 4 grudnia 1964. 
Budynek w 2006 r. przeszedł gruntowną modernizację w większości sfinansowaną ze środków Unii Europejskiej.
Obiekt w 2023 r. wpisano do rejestru zabytków.
Teatr posiada salę widowiskową na 650 miejsc (525 sala widowiskowa i 125 balkon) oraz salę kameralną – baletową, galerię „Oblicza” oraz scenę plenerową na terenie rybnickiego kampusu – Parku nad Nacyną.

## Galeria

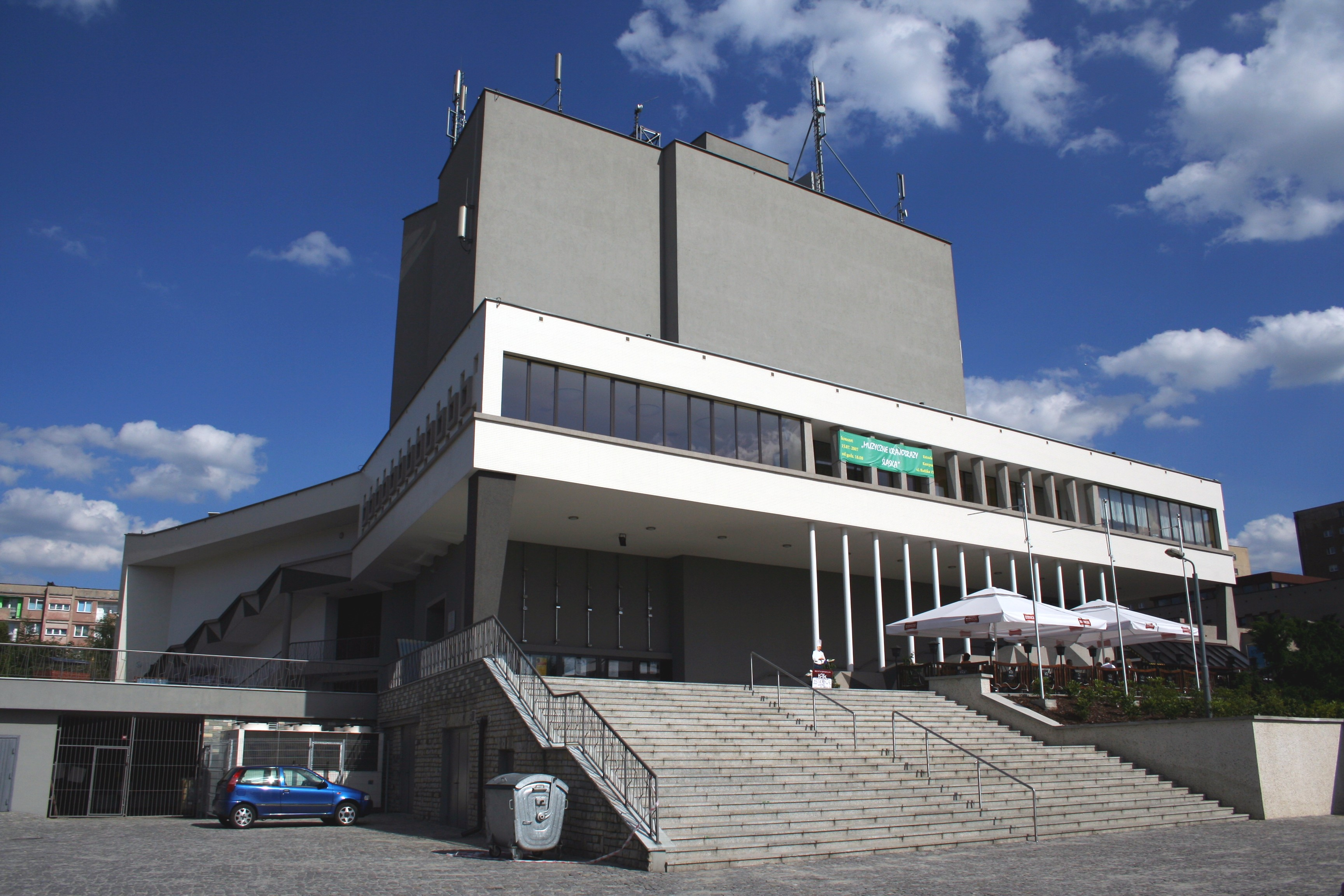
Widok z Placu Teatralnego
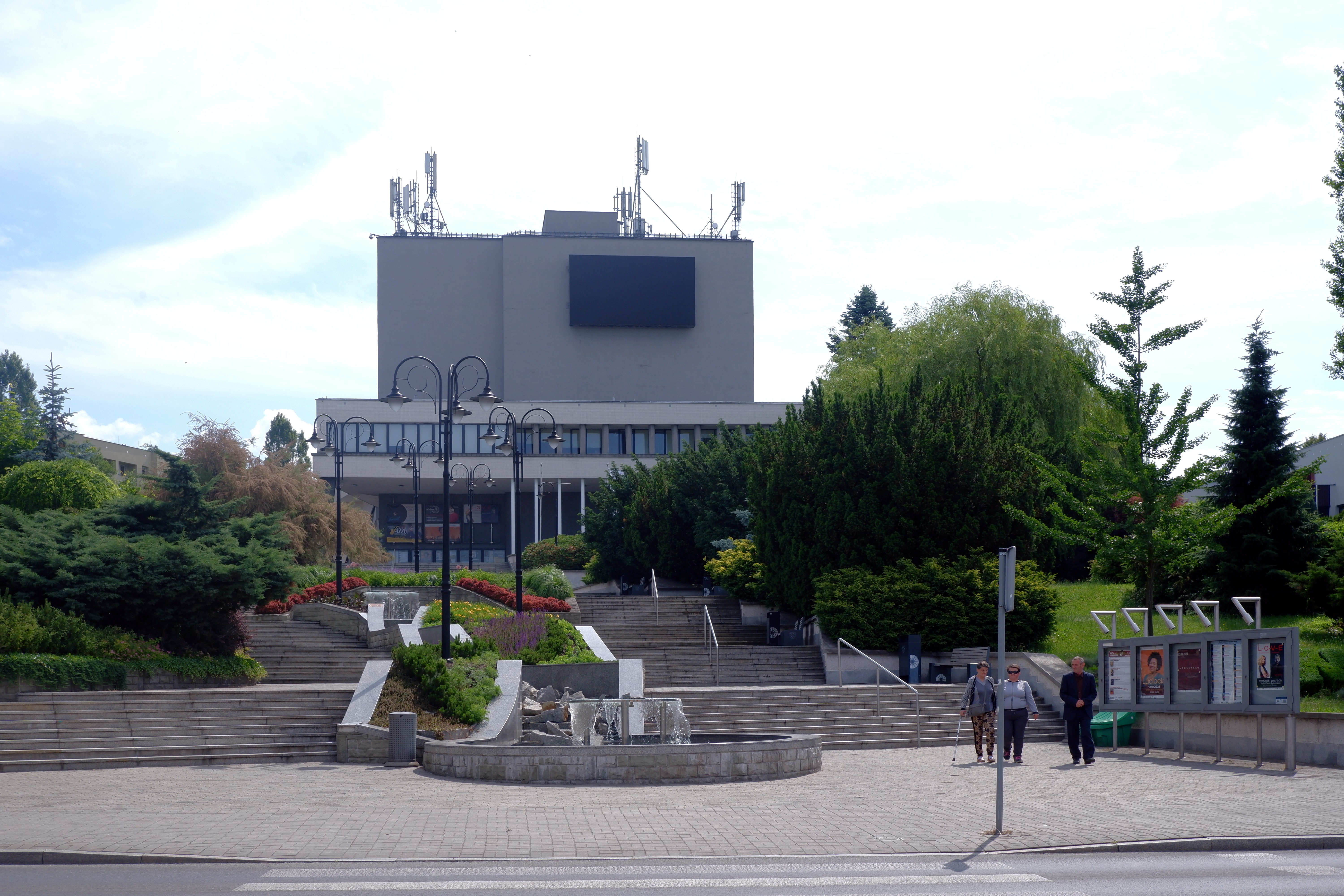
Widok na schody ze strony Placu Wolności
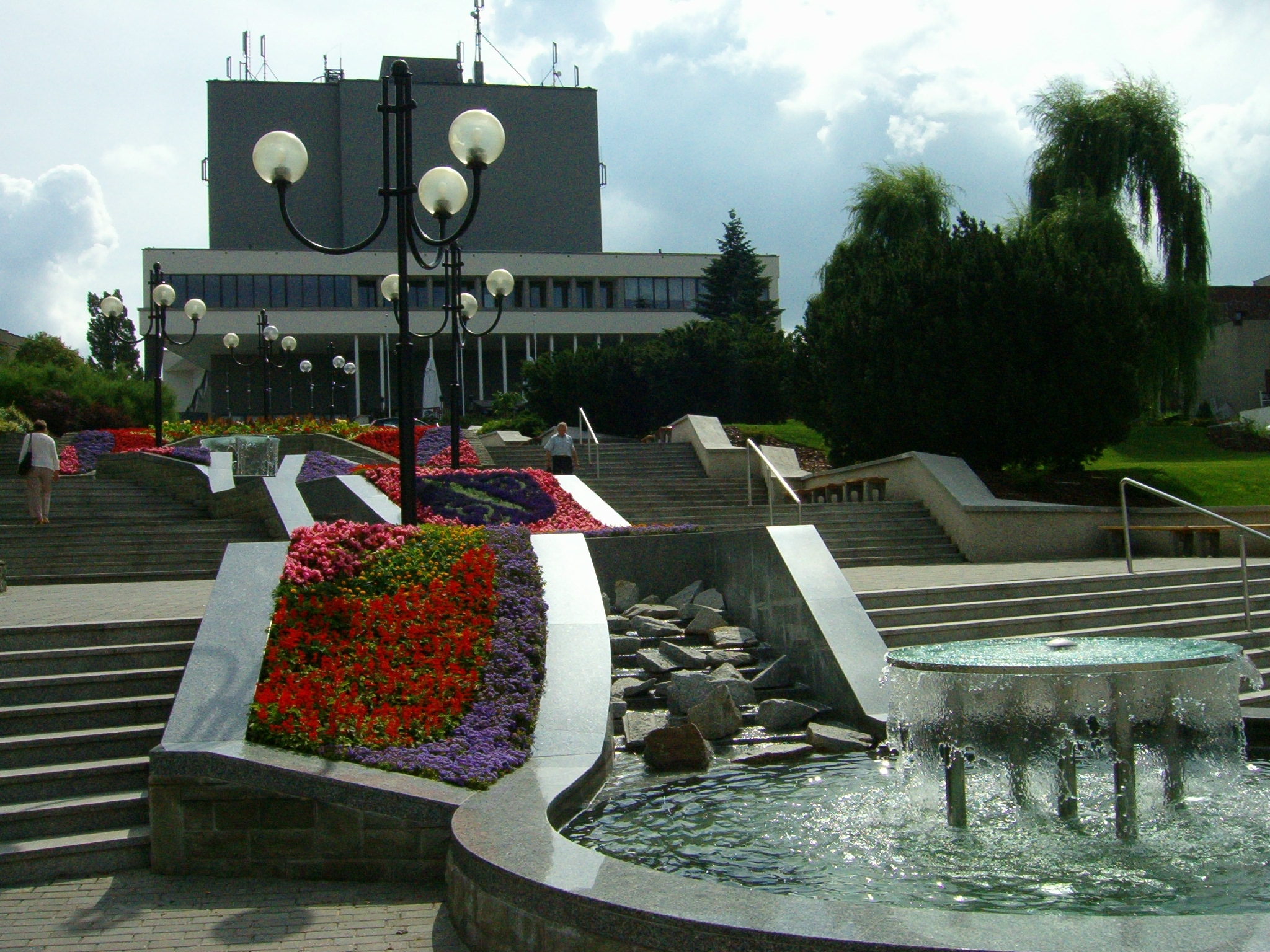
Fontanny i kaskady wodne przy schodach
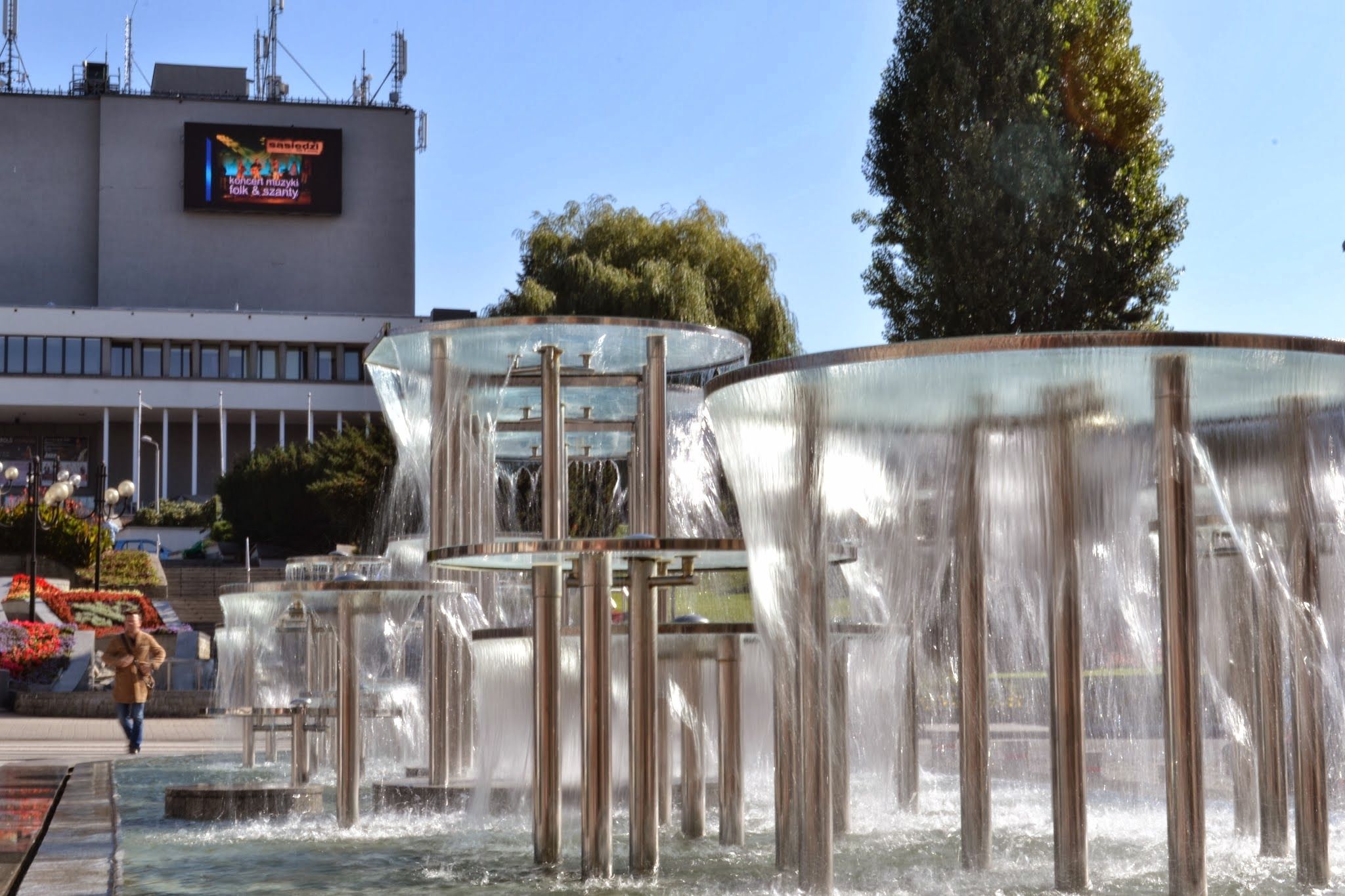
Fontanny na Placu Wolności